# Ken (arquitetura)
ken (間), na arquitetura japonesa, refere-se a uma unidade clássica de medida que define os intercolúnios de uma edificação. Esta unidade foi empregue de acordo com o sistema de proporções para a construção, denominado kiwari (木割). Ainda que no início fosse apenas utilizado para desenhar a separação entre duas colunas, e não apresentasse uma dimensão fixa, logo foi normalizado para ser aplicado na arquitetura residencial. O ken passou a ser entendido como um instrumento de normalização das partes da edificação, tendo evoluído até se tornar um módulo que regia toda a estrutura, materiais e espaços da arquitetura japonesa. Uma técnica que permite relacionar as medidas de projeto com as medidas modulares por meio de um retículo espacial de referência (módulo-função).

Um butsuden Zen é constituído por 5 ken. 3 × 3 ken no espaço central (Moya) o qual está rodeado por um conjunto de 1 ken que compõe o corredor exterior, Hisashi.

Com a trama modular do ken, instauraram-se dois métodos de projeto. No primeiro, o método inaka-ma, a trama do ken (que passou a ser 6 shaku) determinava a separação entre os eixos das colunas. Por consequência, o tradicional tatami (3 x 6 shaku ou ½ x 1 ken) variava ligeiramente , tendo em conta o diâmetro da coluna. No método kýo-ma, o tatami apresentava dimensões constantes (3,15 x 6,30 shaku) e o intercolúnio (módulo ken) oscilava entre 6,4 e 6,7 shaku. O tatami, por ser usado em todos os locais internos da casa japonesa, levou à necessidade de os espaços serem dimensionados de forma a poder receber, no piso, um número inteiro de tatamis, dando à modulação um carácter prático-funcional. Com isto, as medidas de uma habitação eram expressas pelo número de tatamis utilizados.
No exemplo da casa japonesa, a malha estruturadora baseia-se num sistema reticulado de quadrados de arestas correspondentes a ½ ken, cuja combinação de módulos rectangulares de 1 x ½ ken (tamanho padrão do tatami japonês) define toda a organização espacial da casa japonesa. O módulo e a malha estão intimamente ligados, uma vez que o módulo define praticamente toda malha, permitindo o máximo de composições possíveis entre eles, numa plena experimentação de coordenação modular.